# Теллурид олова
Теллурид олова — полупроводник, представляет собой соединение олова и теллура (SnTe). Имеет широкую одностороннюю область гомогенности, высокую концентрацию собственных дефектов (катионных вакансий) и носителей заряда p-типа (~ 1020—1021 см−3).

## Физические свойства
Теллурид олова образует кристаллы кубической сингонии, пространственная группа F m3m, a = 0,62898 нм, Z = 4.
При температурах 15—70 К (в зависимости от состава) переходит в ромбоэдрическую модификацию.

### Применение
- Входит в состав термоэлектрических материалов.
- В качестве датчиков инфракрасного излучения.
- В качестве температурных датчиков.